# (19183) Amati
Pour les articles homonymes, voir Amati.
(19183) Amati est un astéroïde de la ceinture principale.

## Description
(19183) Amati est un astéroïde de la ceinture principale. Il fut découvert le 5 octobre 1991 à Tautenburg par Freimut Börngen et Lutz Dieter Schmadel. Il présente une orbite caractérisée par un demi-grand axe de 2,67 UA, une excentricité de 0,18 et une inclinaison de 12,8° par rapport à l'écliptique.
Il a été nommé en hommage à la famille de luthiers originaires de Crémone Amati, dont l'un des représentants est Antonio Amati (1596-1684).

## Compléments